# Elp
Cet article concerne le village. Pour les autres significations, voir ELP.
Elp est un village situé dans la commune néerlandaise de Midden-Drenthe, dans la province de Drenthe. Le 1er janvier 2004, le village comptait 370 habitants.